# Tølløse
Tølløse est une ville du Sjælland au Danemark. Elle comptait 3 260 habitants en 2004 et faisait auparavant partie de la municipalité de Tølløse (9 758 habitants en 2004). Celle-ci a disparu après une fusion formant la nouvelle municipalité de Holbæk.

## Architecture
- Château de Tølløse

## Personnalités
- Michael Rasmussen, cycliste, y est né en 1974.